# Rhopalophora tenuis
Rhopalophora tenuis es una especie de escarabajo longicornio del género Rhopalophora, categorizada en la tribu Rhopalophorini, de la subfamilia Cerambycinae. Fue descrita por Chevrolat en 1855.

## Descripción
Mide 6-9,5 mm de longitud.

## Distribución
Se distribuye por América: Costa Rica, Guatemala, Honduras y México.